# Cultura poloneză în Al Doilea Război Mondial
Cultura poloneză în Al Doilea Război Mondial a fost oprimată de către ocupanții Poloniei: Germania Nazistă și Uniunea Sovietică, amândouă dușmane față de poporul polonez și de moștenirea cultură a acestuia.
Politicile menite sa producă genocid cultural au dus la moartea a miilor de învățați și artiști,  și la furtul și nimicirea a unor nenumărate artefacte culturale.
"Maltratarea polonezilor a fost una dintre multele moduri în care regimurile naziste și sovietice au ajuns să se asemene unul altuia." scria istoricul britanic Niall Ferguson.
Ocupanții au jefuit și nimicit o mare parte a moștenirii culturale și istorice a Poloniei, în timp ce aceștia persecutau și omorau membri ai elitei culturale polone. Majoritatea școlilor poloneze au fost închise, iar cele care au rămas deschide au avut cursurile alterate semnificativ.
Totuși, organizațiile și oamenii din subterane - în special Statul Polonez Subteran - au salvat o mare parte din cele mai valoroase comori culturale și au muncit să salveze cât de multe instituții și artefacte culturale a fost posibil. Biserica Catolică și oamenii bogați au lucrat la supraviețuirea unor artiști și a muncii lor. În ciuda răzbunării naziștilor și sovieticilor, activitățile culturale poloneze din subterane, incluzând publicații, concerte, teatru, educație și cercetare academică au continuat pe parcursul războiului.

## Începuturi
În 1795 Polonia a dispărut ca stat suveran și pe parcursul secolului XIX a rămas împărțită între imperiile prusac, austriac și rus. La sfârșitul Primului Război Mondial Polonia și-a avut independența restituită și națiunea unită, cu toate că trasarea liniilor de graniță a fost, din nevoie, o problemă continuă. Polonia independentă a dăinuit doar 21 de ani înainte ca aceasta să fie din nou atacată și împărțită intre puteri străine.
Pe 1 septembrie 1939, Germania a invadat Polonia, astfel începând Al Doilea Război Mondial în Europe și pe 17 septembrie, în temeiul pactului Molotov-Ribbentrop, Uniunea Sovietică s-a alăturat germanilor în ocuparea Poloniei. Ca urmare, Polonia a fost împărțită din nou - intre aceste două puteri - și a rămas sub ocupație pentru cea mai mare parte a războiului.
Pe 1 octombrie, Germania și URSS invadaseră complet Polonia, cu toate că guvernul polonez niciodată nu s-a predat, iar Statul Polonez Subteran s-a ivit, fiind subordonat guvernului polonez în exil. Pe 8 octombrie, Germania Nazistă a anexat ținuturile vestice ale Poloniei de dinaintea războiului iar în celelalte pământuri ocupate, a întemeiat Guvernământul General. Uniunea Sovietica a trebuit să renunțe vremelnic la câștigurile teritoriale din 1939 din pricina invaziei germane a Uniunii Sovietice, dar au fost anexate permanent după ce l-au recâștigat în 1944. Pe parcursul războiului, Polonia a pierdut 20% din populația sa de dinaintea războiului.

## Distrugerea culturii poloneze

### Ocupația germană
Politica Germaniei față de neamul polonez și de cultura acestuia a evoluat în timpul războiului. Multor ofițeri oficiali și militari germani nu le-a fost dată la început nici o instrucțiune limpede cu privire la comportamentul ce trebuiau să și-l însușească față de instituțiile culturale ale Poloniei, dar acest lucru s-a schimbat. Îndată după invadarea Poloniei, guvernul nazist a implementat primele etape ale "planului mic" al Generalplan Ost. Politica principală a fost marcată de către Oficiul Politicii Rasiale de la Berlin într-un document numit "Privind Tratamentul față de Locuitorii Fostelor Teritorii Poloneze, dintr-o Perspectivă Rasială-Politică" 
Popoarele slave ce sălășluiau la est de granița pre-belică a Germaniei urmau să fie germanizați, înrobiți sau eradicați. depinzând de locul unde trăiau: în teritoriile anexate direct de către statul german sau în Guvernământul General.
O mare parte a politicii germane asupra culturii poloneze a fost formulată într-o întâlnire dintre guvernatorul Guvernământului General, Hans Frank, și ministrul de propagandă nazist Joseph Goebbels, la Lodz, pe  31 octombrie 1939. Goebbels a declarat că "Națiunea poloneză nu merită să fie numită o națiune cultă"El și cu Frank au fost de acord ca oportunitățile polonezilor de a-și trăi cultura trebuie să fie restricționate puternic: fără teatre, cinematografe și cabarete; fără acces la radio sau presă; și fără educație.Frank3 a sugerat că polonezilor trebuie să le fie arătate filme arătând reușitele celui de-al Treilea Reich și eventual să li se vorbească doar prin megafon. În următoarele săptămâni școlile poloneze de dincolo de nivelurile vocaționale de mijloc au fost închise, precum au fost teatrele și multe alte instituții culturale. Singurul ziar în limba poloneză publicat în Polonia ocupată a fost de asemenea închis, iar arestarea intelectualilor polonezi a început.
În martie, anul 1940, toate activitățile culturale au ajuns sub controlul Departamentului Educației și Propagandei al Guvernământului General.(Abteilung für Volksaufklärung und Propaganda), al cărui nume a fost schimbat un an mai târziu în "Departamentul Superior de Propagandă"(Hauptabteilung Propaganda).
Directivele următoare emise în primăvara și începutul verii au reflectat politicile care au fost stabilite de Frank și de Goebbels în toamna trecută. Unul dintre primele decrete a interzis toate activitățile culturale poloneze cu excepția celor mai "primitive", fără aprobarea Departamentului.  Spectacolele de "calitate proastă" inclusiv cele de o natură erotică sau pornografică făceau o excepție-cele care urmau să fie popularizate pentru a satisface populația și a arăta lumii "adevărata" cultură poloneză, precum și formarea unei impresii că Germania nu îi oprea pe polonezi în a se exprima. Specialiștii propagandei germane au invitat critici din țări neutre la spectacole "poloneze" special organizate care erau schițate special pentru a fi plictisitoare sau pornografice, și prezentându-le ca activități culturale tipice ale polonezilor.  Cooperare polono-germană în treburi culturale, cum ar fi spectacole publice în comun, erau strict interzise  Între timp, un sistem de registrare obligatoriu pentru scriitori și artiști a fost introdus în august 1940.Apoi, în octombrie, tipărirea de noi cărți în limba poloneză a fost interzisă; cele existente erau cenzurate, și adesea confiscate și retrase.
În 1941, politica germană a evoluat și mai mult, urmărind nimicirea completă a poporului polonez, pe care naziștii l-au socotit ca fiind "subuman"(Untermenschen). 
Între zece și douăzeci de ani, în teritoriile poloneze sub ocupație germană polonezii urmau să fie eliminați în totalitate iar germani să fie așezați acolo.Politica a fost dusă puțin mai moale în ultimii ani ai ocupației (1943-1944), în vederea înfrângerilor armatei germane și apropierea frontului de est.Nemții sperau că o politică culturală mai îngăduitoare ar micșora neliniștea și ar slăbi Rezistența Poloneză. Polonezilor le era permis înapoi în muzeele care acum susțineau propaganda și indoctrinarea germanilor, precum noul întemeiat muzeu Chopin, care accentua născocitele origini germane ale compozitorului. 
Restricțiile asupra educației, teatrului și spectacolelor muzicale au fost ușurate.
Dat fiind faptului că A Doua Republică Poloneză era un stat multicultural,politicile și propaganda nazistă de asemenea au căutat să stârnească și să încurajeze conflicte între grupurile etnice, crescând tensiunile dintre polonezi și evrei, și dintre polonezi și ucraineni.
În Lodz, germanii au forțat pe evrei să-i ajute la distrugerea monumentului unui erou polonez, Tadeusz Kościuszko și filmându-i în vreme ce făceau asta. După aceea, germanii au dat foc unei sinagogi evreiești și i-au filmat pe martorii polonezi, portretizându-i în propagandă ca fiind o "gloată răzbunătoare".Această politică de îndușmănire a fost reflectată de hotărârea nemților de a distruge educația poloneză, în timp ce arătau o toleranță relativă față de sistemul școlar ucrainean.

### Ocupația sovietică
Autoritățile sovietice au urmărit ștergerea tuturor urmelor de istorie poloneză în acea zonă care ajunsese sub conducerea lor.
Numele "Polonia" a fost interzisMonumentele poloneze erau dărâmate. Toate instituțiile demontatului stat polonez, inclusiv Universitatea de la Lwow, au fost închise, apoi redeschise, în mare parte cu directori ruși.Ideologia sovietică comunistă a devenit stăpână în toate domeniile învățăturii. Studiul literaturii și limbii poloneze au fost desființate de către autoritățile sovietice, iar limba poloneză a fost înlocuită cu rusa sau ucraineana. Cărțile în limba poloneză erau arse chiar și în școli primare.Profesorii polonezi nu aveau voie în școli iar mulți au fost arestați. Orele se desfășurau în limba bielorusă, lituaniană sau ucraineană, cu plan de învățământ pro-sovietic.  Precum a remarcat istoricul polonez-ucrianean Piotr Wróbel, citându-i pe istoricii britanici
M. R. D. Foot și I. C. B. Dear, majoritatea învățaților credeau că "în zona de ocupație sovietică, condițiile erau mai bune doar cu puțin față de cele de sub germani". "În septembrie 1939, mulți evrei polonezi au fugit în est; după câteva luni de trai sub conducerea sovietică, mulți au vrut să se întoarcă în zona germană de ocupație a Poloniei.